# Cisticola ruficeps
El cistícola cabecirrojo (Cisticola ruficeps) es una especie de ave paseriforme de la familia Cisticolidae propia de África central y nororiental.

## Distribución y hábitat
Se le encuentra en Camerún, República Centroafricana, Chad, Eritrea, Etiopía, Kenia,  Nigeria, Sudán del Sur, Sudán y Uganda.
Su hábitat natural son las sabanas y los pantanos.